# Marwan Al-Sahafi
Marwan Al-Sahafi (en árabe: مروان الصحفي‎; Yeda, 17 de febrero de 2004) es un futbolista saudí que juega en la demarcación de extremo para el Al-Ittihad Jeddah Club de la Liga Profesional Saudí.

## Selección nacional
Tras jugar con la selección de fútbol sub-20 de Arabia Saudita y la sub-23, finalmente hizo su debut con la selección absoluta el 6 de junio de 2024 en un encuentro de clasificación para la Copa Mundial de Fútbol de 2026 contra Pakistán que finalizó con un resultado de 0-3 a favor del combinado saudita tras un gol de Musab Al-Juwayr y un doblete de Firas Al-Buraikan.

## Clubes
| Club                    | País           | Año       | Partidos | Goles |
| ----------------------- | -------------- | --------- | -------- | ----- |
| Al-Ittihad Jeddah Club  | Arabia Saudita | 2022-2024 | 41       | 2     |
| K Beerschot VA (cedido) | Bélgica        | 2024-2025 | 28       | 6     |
| Al-Ittihad Jeddah Club  | Arabia Saudita | 2025-     |          |       |